# Fiducijarna svojina
Fiducijarna svojina je pravo svojine fiducijara da upotrebljava, na načina naznačen u ugovoru, predmet koji je objekat prava svojine, i da nakon ispunjenja cilja fiducijarne svojine saugovaraču - fiducijantu stvar ponovo vrati.
Fiducija je zabranjena u srpskom pravu, mada se u jednom obliku javlja u Zakonu u hipoteci i to kao tzv. "naknadni ugovor" koji se može zaključiti između hipotekarnog dužnika, odnosno vlasnika hipotekovane nepokretnosti i hipotekarnog poverioca nakon dospeća potraživanja obezbeđenog hipotekom. Na osnovu ovog ugovora hipotekarni poverilac umesto ispunjenja dužnikove obaveze u novcu dobija u svojinu nepokretnost opterećenu hipotekom